# تراونشتاین (ناحیه)
تراونشتاین (به آلمانی: Traunstein district) یک ناحیه روستایی در آلمان است که در باواریای علیا واقع شده‌است.

## شهرک‌ها و شهرداری‌ها

شهرک‌ها and municipalities in Landkreis Traunstein

## خصوصیات
تراونشتاین  ۱۶۷٬۶۴۶ نفر جمعیت دارد.